# Serie A NFLI 2004
La Serie A FIAF 2004 è stato il massimo livello del campionato italiano di football americano nel 2004. È stata organizzata dalla Federazione Italiana American Football (FIAF).

## Regular Season
La stagione regolare si è svolta dal 3 aprile al 27 giugno. La formula consisteva in un girone all'italiana con gare di sola andata.
| Pos. | Squadra            | %V   | G | V | P | PF  | PS  |
| ---- | ------------------ | ---- | - | - | - | --- | --- |
| 1    | Lions Bergamo      | 1000 | 8 | 8 | 0 | 276 | 46  |
| 2    | Dolphins Ancona    | .750 | 8 | 6 | 2 | 239 | 108 |
| 3    | Aquile Ferrara     | .625 | 8 | 5 | 3 | 216 | 156 |
| 4    | Marines Lazio      | .500 | 8 | 4 | 4 | 160 | 169 |
| 5    | Giants Bolzano     | .500 | 8 | 4 | 4 | 170 | 134 |
| 6    | Warriors Bologna   | .375 | 8 | 3 | 5 | 88  | 263 |
| 7    | Gladiatori Roma    | .375 | 8 | 3 | 5 | 154 | 169 |
| 8    | Hogs Reggio Emilia | .250 | 8 | 2 | 6 | 154 | 250 |
| 9    | Giaguari Torino    | .125 | 8 | 1 | 7 | 135 | 297 |

## Playoff
Ai Playoff, disputati dal 2 al 16 luglio, hanno preso parte le prime 6 classificate della stagione regolare. Le squadre dalla terza alla sesta classificata hanno disputato una wild card, mentre le prime due classificate accedevano direttamente alle semifinali.
|  | Quarti di finale | Quarti di finale | Quarti di finale |                 |               | Semifinali    | Semifinali    | Semifinali |  |  | XXIV Superbowl | XXIV Superbowl | XXIV Superbowl |  |
|  |                  |                  |                  |                 |               |               |               |            |  |  |                |                |                |  |
|  |                  |                  |                  |                 |               | 1             | Lions Bergamo | 34         |  |  |                |                |                |  |
|  |                  |                  |                  |                 |               | 1             | Lions Bergamo | 34         |  |  |                |                |                |  |
|  |                  |                  |                  | Marines Lazio   | 15            |               |               |            |  |  |                |                |                |  |
|  | 4                | Marines Lazio    | 36               | Marines Lazio   | 15            |               |               |            |  |  |                |                |                |  |
|  | 4                | Marines Lazio    | 36               |                 |               |               |               |            |  |  |                |                |                |  |
|  | 5                | Giants Bolzano   | 28               |                 |               |               |               |            |  |  |                |                |                |  |
|  | 5                | Giants Bolzano   | 28               |                 | Lions Bergamo | Lions Bergamo | 14            |            |  |  |                |                |                |  |
|  |                  |                  |                  |                 |               |               |               |            |  |  |                |                |                |  |
|  |                  |                  | Dolphins Ancona  | Dolphins Ancona | 13            |               |               |            |  |  |                |                |                |  |
|  |                  |                  |                  | Dolphins Ancona | 13            |               |               |            |  |  |                |                |                |  |
|  |                  |                  |                  |                 |               |               |               |            |  |  |                |                |                |  |
|  |                  |                  |                  |                 |               |               |               |            |  |  |                |                |                |  |
|  |                  | 2                | Dolphins Ancona  | 22              |               |               |               |            |  |  |                |                |                |  |
|  |                  |                  |                  | 22              |               |               |               |            |  |  |                |                |                |  |
|  |                  |                  |                  | Aquile Ferrara  | 3             |               |               |            |  |  |                |                |                |  |
|  | 3                | Aquile Ferrara   | 25               | Aquile Ferrara  | 3             |               |               |            |  |  |                |                |                |  |
|  | 3                | Aquile Ferrara   | 25               |                 |               |               |               |            |  |  |                |                |                |  |
|  | 6                | Warriors Bologna | 20               |                 |               |               |               |            |  |  |                |                |                |  |

### XXIV Superbowl
La partita finale, chiamata XXIV Superbowl italiano, si è disputata il 24 luglio 2004 allo Stadio Andrea Torelli di Scandiano (RE), ed ha visto i Lions Bergamo superare i Dolphins Ancona per 14 a 13.
Keith Bartynski, runningback dei Lions, è stato premiato come MVP dell'incontro.
- Lions Bergamo campioni d'Italia 2004 e qualificati all'Eurobowl 2005.